# Rotonda del observatorio

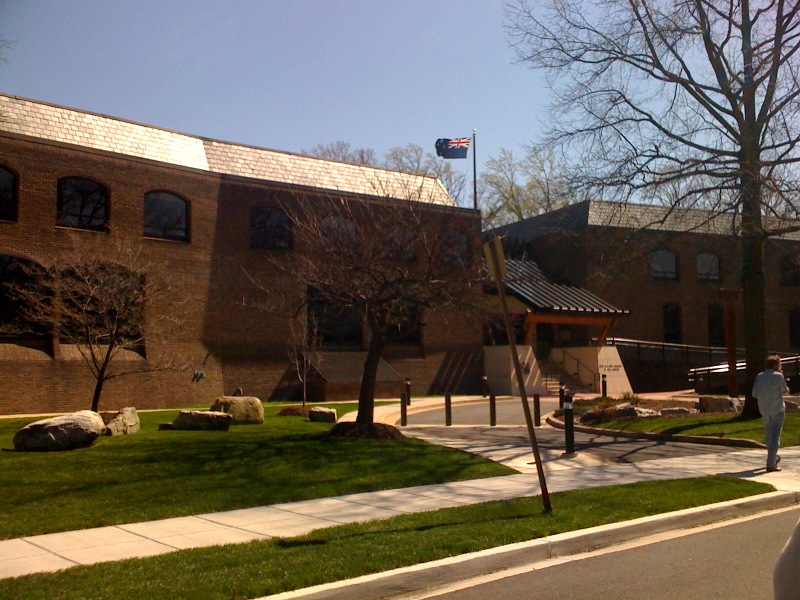
Rotonda del observatorio

La rotonda del Observatorio o Observatory Circle se encuentra en la intersección de la avenida Massachusetts y la calle 34. La calle forma un arco, no una rotonda, ya que la calle no llega a dar toda la vuelta. 